# Zosima (Sidorowski)
Zosima, imię świeckie: Aleksandr Aleksandrowicz Sidorowski (ur. 1876 w guberni archangielskiej, data śmierci nieznana) – biskup Rosyjskiego Kościoła Prawosławnego, następnie duchowny Żywej Cerkwi.

## Życiorys
Urodził się w guberni archangielskiej. W 1898 rozpoczął naukę w Kazańskiej Akademii Duchownej. Po roku nauki, 20 listopada 1899 złożył śluby zakonne, a następnie przyjął święcenia kapłańskie. W 1902 uzyskał dyplom Akademii i został skierowany do pracy w szkole duchownej w Żytomierzu jako wykładowca języka greckiego. Po trzech latach został inspektorem seminarium duchownego we Włodzimierzu Wołyńskim. Od 1908 do 1913 przełożony monasteru św. Włodzimierza we Włodzimierzu Wołyńskim, otrzymał godność archimandryty. W 1913 przeniesiony do eparchii irkuckiej w charakterze rektora seminarium duchownego w Irkucku.
10 sierpnia 1914 miała miejsce jego chirotonia na biskupa kirieńskiego, wikariusza eparchii irkuckiej. Od 7 grudnia 1918 był jej biskupem ordynariuszem. We wrześniu 1922 przeniesiony na katedrę jenisejską i krasnojarską, na której pozostawał do kwietnia 1923. We wrześniu tego samego roku przedstawił Świętemu Synodowi Rosyjskiego Kościoła Prawosławnego prośbę o zgodę na przejście do stanu świeckiego i zawarcie związku małżeńskiego. Synod jednogłośnie wyraził zgodę, wydalając biskupa Zosimę (Sidorowskiego) ze stanu zakonnego.
W 1925 zgłosił akces do ruchu Żywej Cerkwi. Mimo wcześniejszego wystąpienia Aleksandra Sidorowskiego ze stanu duchownego Synod Żywej Cerkwi uznał go za czynnego biskupa prawosławnego i skierował go na katedrę irkucką, jako hierarchę alternatywnego wobec biskupa Guriasza (Stiepanowa) z Rosyjskiego Kościoła Prawosławnego. Następnie przeniesiony na katedrę archangielską w ramach Żywej Cerkwi. Nie podjął jednak żadnej działalności duszpasterskiej w Archangielsku, wypędzony z miasta przez wiernych Kościoła Rosyjskiego.
Jego dalsze losy pozostają nieznane.